# 水吞
水吞或水吞百姓（日语：／），日本德川幕府時代，沒有土地，以日雇工、臨時工的形式為地主耕種者，稱為「水吞」或「無高百姓」 (沒有石高的百姓)。水吞不必繳稅，只有擁有土地者 (稱為「本百姓」) 需要繳稅。
當時根據所承擔的勞役稅賦，將百姓區分為四種：本役、半役、四小半役、水役，完全沒有持有土地的農民，就稱為「水吞」。